# Ferretti (groupe)

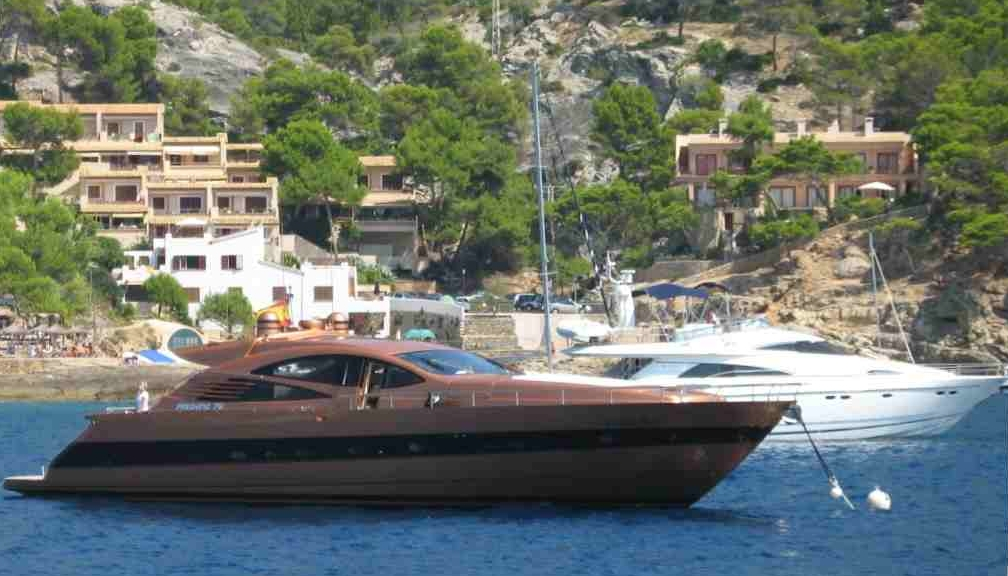
Yacht Pershing 76, Sant Elm à Majorque (2007)

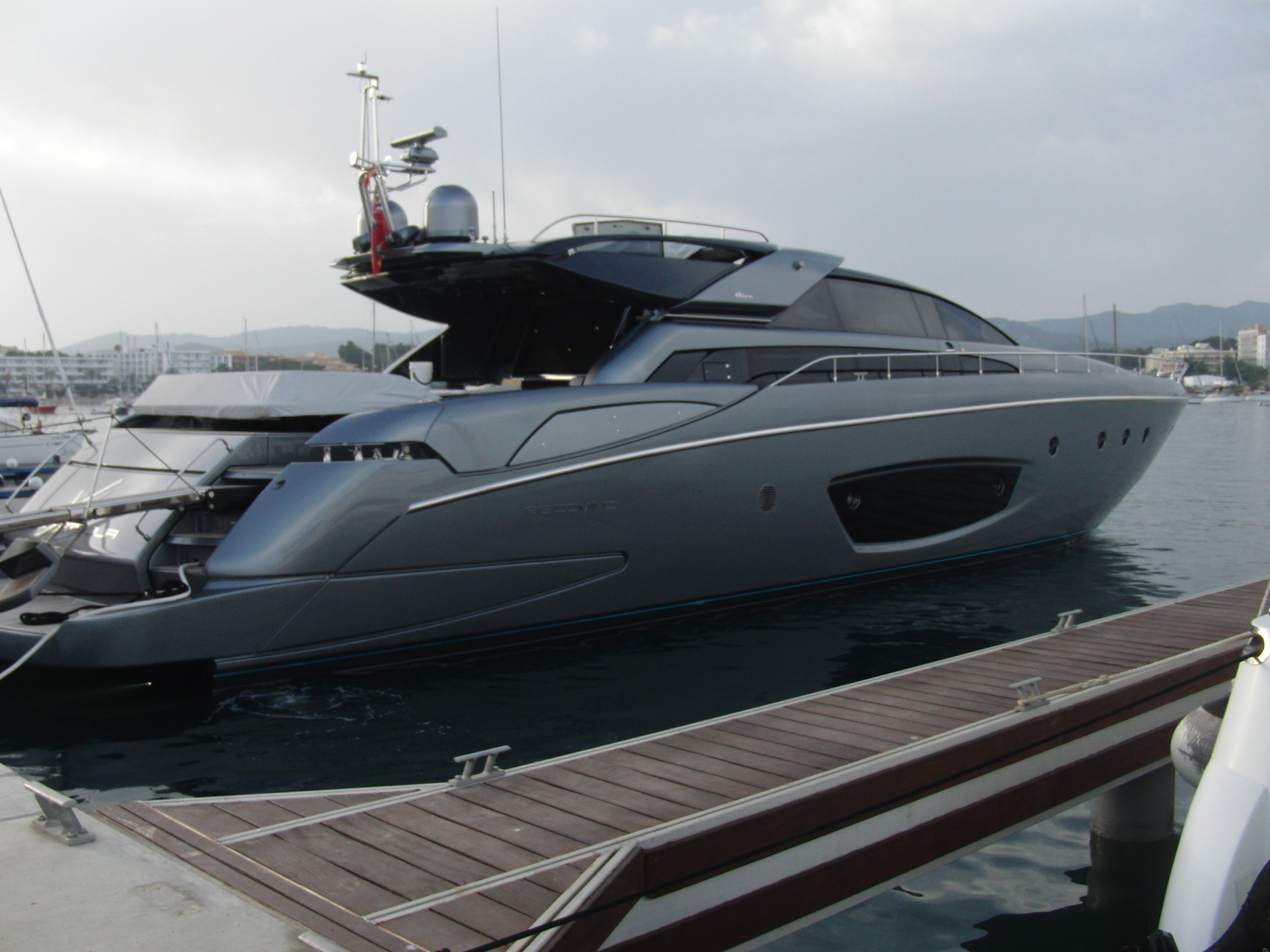
Un yacht Riva

Ferretti est un constructeur de bateaux italien, fondé en 1968 à Bologne, se spécialisant dans la conception, la construction et la vente de yachts à moteur de luxe. Ses produits sont vendus sous les marques Wally, Ferretti Yachts, Custom Line, Pershing, Itama, Riva, Mochi Craft et CRN.
Le siège se trouve à Forlì en Italie. Depuis 2012, Ferretti fait partie du groupe chinois SHIG-Weichai.

## Historique
À l'origine l'entreprise construisait de petits bateaux puis en 1971 elle développe le premier voilier à moteur. La société s'est spécialisée dans le secteur des bateaux à moteurs et plus spécifiquement dans la construction de yacht haut-de-gamme et de luxe.
Le groupe Ferretti, basé à Forlì, est leader mondial, de la construction de yacht de luxe et des bateaux de sport entre 10 et 80 mètres de long. Ferretti emploie 2 800 personnes à travers le monde.
Le groupe Ferretti est constitué de neuf marques au fil des rachat consécutifs :
- Ferretti (groupe), la marque historique
- Custom Line, marque acquise en 1996
- Pershing, marque acquise en 1998
- Bertram, marque acquise en 1998
- CRN, marque acquise en 1999
- Riva, marque acquise en 2000
- Mochi Craft, marque acquise en 2001
- Itama, entreprise acquise en 2004

En janvier 2012, le groupe chinois Weichai Group prend le contrôle de l'entreprise pour un montant de 374 millions d'euros.
En juin 2023, Ferretti fixé le prix de son action à trois euros pour son introduction en Bourse à Milan, ce qui valorise le groupe à environ un milliard d'euros.